# August Seider
August Seider (* 11. Februar 1901 in Leverkusen; † 18. November 1989 in Gräfelfing) war ein deutscher Sänger und Opernsänger.

## Leben
Seider studierte Gesang an der Musikhochschule Köln.
1926 debütierte er in der Oper Il matrimonio segreto an der Freien Volksbühne Köln. Von 1928 bis 1930 sang er am Stadttheater Halle an der Saale. Danach war er bis 1945 erster Heldentenor an der Leipziger Oper.
Nach dem Krieg ging er nach München und war von 1947 bis 1967 an der Staatsoper tätig. Er sang Tristan in Convent Garden und in Rom. 1952 tourte er durch Südafrika.